# Muzeul Național Tehnic „Prof. ing. Dimitrie Leonida”
Muzeul Național Tehnic „Prof. ing. Dimitrie Leonida”, situat în Parcul Carol I, București, creația ilustrului om de știință român Dimitrie Leonida, al cărui nume îl poartă, a luat ființă în anul 1909 și a cunoscut substanțiale reorganizări în 1954 și 1972.

## Istoric
Dimitrie Leonida a nutrit deosebită grijă pentru popularizarea științei. În 1908 întemeiază prima școală de electricieni și mecanici din România. Cu elevii săi, profesorul Leonida a strâns primele piese care vor constitui nucleul viitorului muzeu. A început prin a achiziționa piese valoroase privind introducerea tehnicii în Bucureștii secolului al XIX-lea: un cilindru din instalația morii cu aburi "Assan" în 1853, dinamurile utilizate pentru iluminarea Cișmigiului, a Palatului regal și a Teatrului Național.
Muzeul Național Tehnic din București a fost fondat în 1909 de inginerul Dimitrie Leonida având ca model Muzeul Tehnic din München, vizitat de Leonida în perioada studiilor universitare efectuate la Școala Politehnică din Charlottenburg în apropierea Berlinului. 
Muzeul a funcționat în primii ani în același sediu cu Școala de Mecanici și Electricieni din strada Mendeleev, apoi într-o clădire din Bulevardul Magheru. Din 1928 Muzeul Tehnic a fost adăpostit într-unul din pavilioanele existente în parcul Carol I, iar din 1935 în actuala clădire care se numea Pavilionul Industrial.

## Descriere

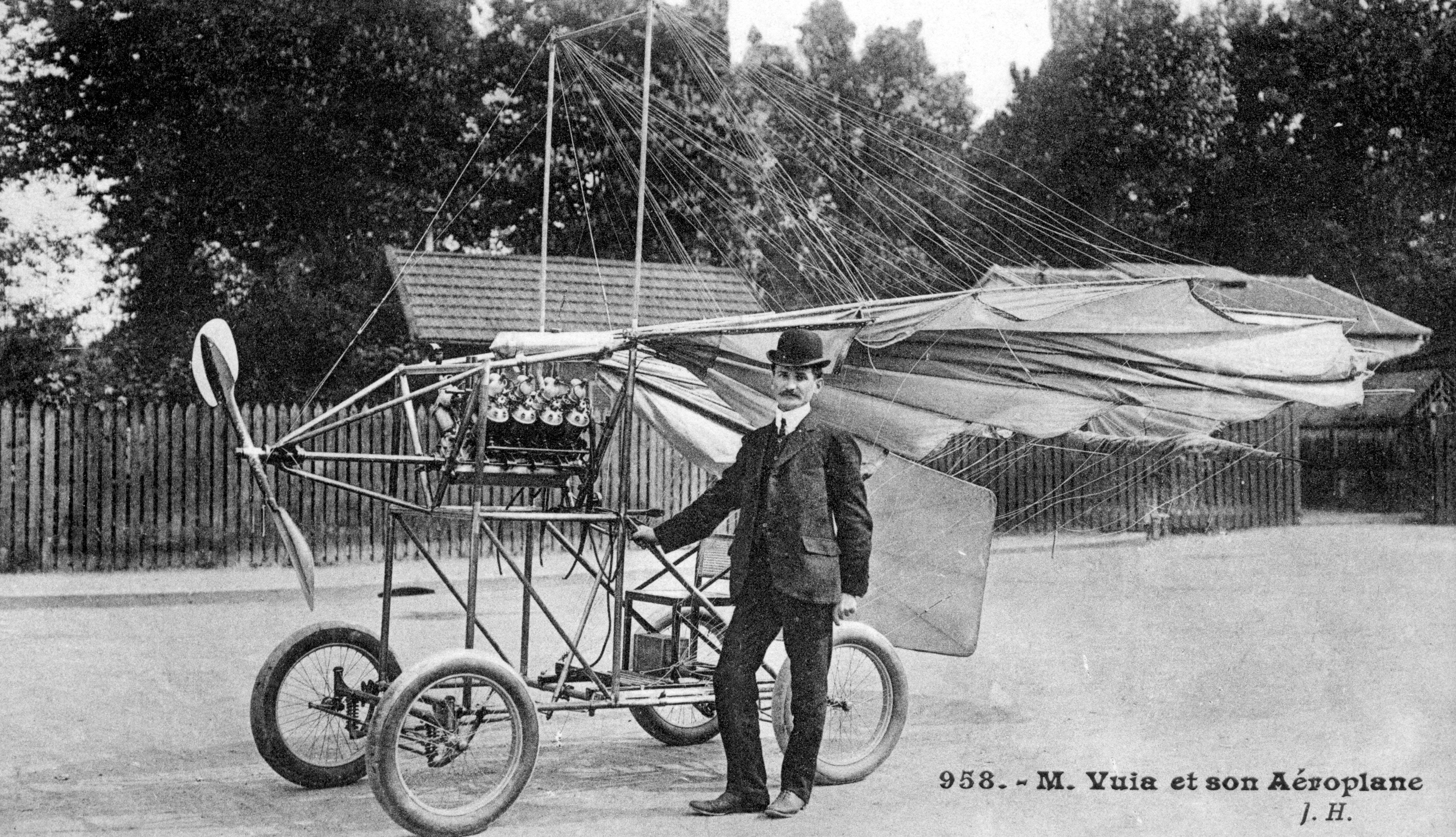
Carte poștală cu Vuia și avionul său

Muzeul beneficiază de o suprafață de expunere de 4.500 m², din care 1.000 m² în aer liber, iar prezentarea exponatelor sale este grupată astfel:
- istoricul mecanicii,
- electricitate,
- magnetism,
- industria minieră și petrolieră,
- căldură,
- telecomunicații,
- hidraulică,
- electrotehnică,
- mașini industriale,
- transporturi terestre și aeriene,
- fizică atomică.

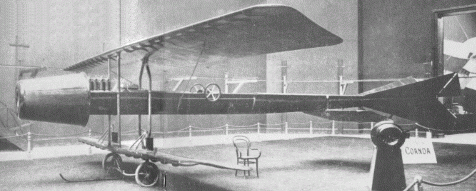
Avionul cu reacție al lui Coandă (1910)

În muzeu pot fi văzute piese de mare valoare documentară ilustrând spiritul inventiv al poporului român, printre care:
- moara de apă cu "făcaie" (precursoarea turbinelor Pelton), a cărei construcție este atestată încă din secolul al XV-lea[1]
- macazul cu ac și inimă de lemn, imaginat pe la 1600 de minerii de la Brad,
- primul automobil aerodinamic, conceput de inginerul român Aurel Persu,
- machetele avioanelor cu care Traian Vuia, Aurel Vlaicu și Henri Coandă s-au înscris printre pionierii construcțiilor aerospațiale,
- diferite utilaje fabricate de uzinele românești.
- pilă Karpen

În cadrul muzeului funcționează "Colecția Henri Coandă". Ea evocă prin machete, fotografii și alte genuri de exponate multiplele preocupări ale savantului român Henri Coandă (1886 - 1972), autorul a peste 250 de invenții pentru care a obținut 700 de brevete în diferite țări ale lumii. Dintre machetele aflate în colecție atrag atenția, în special, primul avion cu reacție din lume conceput de Coandă și pilotat de el personal la 16 decembrie 1910, lângă Paris, hidrogeneratorul pentru desalinizarea apei de mare (cu ajutorul energiei solare), sistemul de transport tubular cu mare viteză (o aplicație a efectului Coandă), "rezervorul oceanic" destinat petrolului extras din sondele marine, etc.
Muzeul dispune, de asemenea, de o bibliotecă de peste 20.000 volume de știință și tehnică (donația inginerului Dimitrie Leonida), ca și de o fototecă cu peste 10.000 imagini. În activitatea muzeului sunt incluse organizări de expoziții tematice, de conferințe, simpozioane, demonstrații și experiențe aplicative.